# 同濟大學血案
同濟大学血案又稱一·二九同濟大学血案、同济大学一·二九血案，是1948年初中華民國上海市的同濟大學校方禁止學生選舉學生組織而引起的學生示威和衝突。
1947年12月6日，国民政府教育部颁布《学生自治会规则》，禁止学生擅自選舉自治会。1948年1月初，同济大学开始改选学生自治会。1月13日，全校1,930个学生中,有85%的学生投了票。同濟大學校長丁文渊得知後宣布將上届学生自治会负责人杜受百和寒衣劝慕会干事何长城開除出學校。1月15、16日，1,500名学生在校内举行了請愿示威。1月18日，校方又开除5人。
1948年1月19日，同济大学学生决定无限期罢课。1月20日，校方又宣布开除47人，於是學生在1月21日绝食一天。中共国立大学区委和同济总支提出“反迫害、争民主”的口号。1月25日，复旦、交大等58所学校学生代表组织“上海学生争民主、反迫害、支援同济同学后援会”，并发表《宣言》进行声援。
1月29日，同济大学学生继续罢课，并决定派代表赴南京请愿。上海市长吴国桢得知後亲自赶来阻止同济学生进南京请愿，並派几千人军警包围同济大学，其中骑巡队驱马冲向学生队伍，造成69名同学受伤、上百人被捕。當晚，罢课学生在同济工学院礼堂举行血债晚会。军警冲入礼堂，又逮捕了一批学生。
3月15日，同济大学有11名学生被以“殴打市长嫌疑”起訴，上海地方法院公开审判。最終全体被捕学生被无罪释放。